# Tadeusz Chojnicki
Tadeusz Chojnicki (ur. 23 sierpnia 1938 w Maliszewie, zm. 2 maja 2015 w Bydgoszczy) – regionalista, publicysta, społecznik, działacz sportowy, z zawodu bibliotekarz. Jego działalność dotyczyła przede wszystkim ziemi dobrzyńskiej oraz znajdującego się na niej miasta Lipna.

## Dzieciństwo i młodość
Urodził się 23 sierpnia 1938 r. w Maliszewie koło Lipna. Był drugim dzieckiem Henryka i Jadwigi z Kędzierskich. Ojciec był żołnierzem Armii Krajowej (ps. Sęp) oraz działaczem społecznym. W kwietniu 1940 r. Chojniccy wraz z dziećmi, Józefem i Tadeuszem, zostali wysiedleni do pobliskiego Jastrzębia. Tam spędził swoje dzieciństwo i młodość.
Tadeusz Chojnicki jako dwuletnie dziecko był świadkiem egzekucji dokonanej przez hitlerowców na 10 Polakach, która miała miejsce 3 listopada 1940 roku w Lipnie.

Po latach tak wspominał swoje przeżycia z II wojny światowej:
"Koszmar okupacji utrwalił mi się na zawsze w pamięci. Pamiętam ucieczkę Niemców w 1945 roku, trupy żołnierzy i wielką gehennę ludności cywilnej. Po wojnie radość z wyzwolenia spod okupantów niemieckich była spontaniczna – organizowane były piękne imprezy taneczne. Odczuwaliśmy wielką radość, ale nie trwała ona długo, bowiem w domu zaczęły się rewizje, ponieważ ojciec był członkiem AK. Szukano broni z okresu okupacji czy przynależności do Armii Krajowej. Wkradła się też bieda."

## Edukacja i praca bibliotekarza
Ukończył Szkołę Podstawową w Jastrzębiu w 1951 roku oraz Liceum Ogólnokształcące im. Romualda Traugutta w Lipnie w 1955 r. Po maturze zaczął pracę jako instruktor Powiatowej Biblioteki Publicznej w Lipnie. W 1971 r. został dyrektorem Powiatowej i Miejskiej Biblioteki Publicznej w Lipnie. Pełnił to stanowisko aż do 1992 roku, kiedy to połączono w jedną instytucję bibliotekę oraz Lipnowski Dom Kultury. Wtedy też podjął pracę na stanowisku zastępcy dyrektora Miejskiego Centrum Kultury, pozostając jednocześnie szefem działu bibliotecznego. Przeszedł na emeryturę w 1998 roku.
Pracę zawodową Tadeusza Chojnickiego charakteryzował m.in. rozwój sieci bibliotek w powiecie lipnowskim. Organizował np. liczne spotkania autorskie, konkursy recytatorskie, czytelnicze. Powiatowa i Miejska Biblioteka Publiczna w Lipnie w 1963 r. zajęła II miejsce w Polsce, a w 1964 I miejsce w konkursie "Złoty Kłos dla Twórcy, Srebrne dla Czytelników" – jednym z największych konkursów czytelniczych w kraju. Sam Tadeusz Chojnicki otrzymał wówczas „Srebrnego Kłosa”.

## Działalność społeczna
Tadeusz Chojnicki był animatorem kultury na ziemi dobrzyńskiej. Już jako młody chłopak 9 grudnia 1962 r. w Jastrzębiu, w którym mieszkał, założył klubokawiarnię, później funkcjonowała jako Klub Rolnika. Była to pierwsze tego typu miejsce kulturalno-towarzyskie w ówczesnym województwie bydgoskim. Prężnie działający klub miał duże znaczenie dla lokalnej społeczności, o czym świadczy m.in. zajęcie I miejsca wśród klubo-kawiarń woj. bydgoskiego w 1964 r. i odznaczenie go Medalem Tysiąclecia Państwa Polskiego w 1966 r.
W 1989 r. założył „Lipnowską Grupę Literacką” – nieformalną organizację pisarzy z Lipna i ziemi dobrzyńskiej, odgrywającą ważną rolę w życiu kulturalnym regionu. Jej pierwszą przewodniczącą była przyjaciółka Chojnickiego, poetka Jadwiga Jałowiec. Grupa działa do dziś.
Od 1959 r. był członkiem Towarzystwa Miłośników Ziemi Dobrzyńskiej w Lipnie. Od 1979 r. aż do śmierci pełnił funkcję wiceprezesa towarzystwa. Był członkiem Oddziału Włocławskiego Towarzystwa Naukowego w Rypinie. W 1994 r. zasiadał w Komitecie Organizacyjnym Stowarzyszenia Gmin Ziemi Dobrzyńskiej. W 1992 r. był sekretarzem w Obywatelskim Komitecie Odbudowy Pomnika Niepodległości w Lipnie, a w 2001 r. sekretarzem w Komitecie Fundacji Tablicy Upamiętniającej Zygmunta Uzarowicza, burmistrza Lipna w latach 1924-1939.
Dzięki inicjatywie Tadeusza Chojnickiego w 2004 roku Szkoła Podstawowa w Jastrzębiu, której był absolwentem, otrzymała imię Kazimierza Różyckiego (1873-1956) – ziemianina, właściciela majątku Jastrzębie, społecznika.
W 2004 roku objął funkcję przewodniczącego kapituły przyznającej tytuł "Zasłużony dla Miasta Lipna". Zrezygnował z członkostwa w kapitule w 2014 roku.
W ciągu całego swojego życia prowadził liczne wykłady, spotkania dotyczące m.in. literatury, historii Lipna, ziemi dobrzyńskiej.
Na swojej drodze Tadeusz Chojnicki spotkał wielu uznanych pisarzy oraz artystów. W jego wspomnieniach przewijali się m.in. Maria Dąbrowska, Władysław Broniewski, Melchior Wańkowicz, Edmund Niziurski, Wojciech Żukrowski, Stanisław Goszczurny, Ernest Bryll, Tony Halik, Jan Himilsbach, Jan Gerhard, Zofia Drożdż-Satanowska, Bronisław Dostatni, Wanda Chotomska, Joanna Papuzińska, Adam Słodowy. Z wieloma z nich brał udział we wspólnych spotkaniach, prowadził je.
Darzył przyjaźnią pisarza i scenarzystę znanego m.in. z "Daleko od szosy", Henryka Czarneckiego. W latach 90. Czarnecki wysłał Chojnickiemu maszynopis swojego opowiadania, przeczuwając, że jest to jego ostatnie (i tak rzeczywiście było).

## Działalność publicystyczna
W 1989 roku był jednym z założycieli cenionej przez czytelników "Gazety Lipnowskiej". Od początku jej istnienia, aż do śmierci, pełnił funkcję sekretarza redakcji, organizując jej wydanie.
Autor wielu książek i opracowań, między innymi:
- Stanisław Głowacki – rzeźbiarz, malarz (1991)
- Lipno, Biblioteki Publiczne, Kalendarium (1996)
- Lipno, Informator (1992, 1993)
- Niepospolici ludzie Lipna i okolic, wraz z Zenonem Goździem (1995)
- 80 lat Lipnowskiego Klubu Sportowego „Mień” (2002)
- Kochałem sport i życie, ale życia nie zmarnowałem – Wiesław Witecki 1923-2009 (2010)[3]
- Honorowi Obywatele Miasta Lipna, Zasłużeni dla Miasta Lipna (2012) – W spotkaniu promocyjnym wziął udział m.in. laureat Nagrody Nobla, były prezydent RP, Lech Wałęsa[6].
- współwydawca pamiętnika jeńca wojennego, Jana Kukowskiego pt. Pamięć nigdy nie umiera (2014)[7]

Jego artykuły były publikowane m.in. w „Gazecie Lipnowskiej”, „Gazecie Kujawskiej”, „Nowościach”, „Ziemi Dobrzyńskiej”, „Wieściach z Ziemi Dobrzyńskiej”, „Ilustrowanym Kurierze Polskim”. Opracował również kilka kronik. Dzięki jego zaangażowaniu zostało wydanych kilka publikacji dotyczących regionu oraz tomików poetyckich.
W latach 60. brał udział m.in. w "Panoramie Literackiej" w TVP1, którą prowadził Andrzej Drawicz.

## Nagrody i odznaczenia
Tadeusz Chojnicki za swoją działalność został wyróżniony m.in.:
- Złoty Krzyż Zasługi (1984)
- Brązowy Krzyż Zasługi (1973)
- Złota Odznaka „Zasłużony dla Województwa Włocławskiego (1987)
- Złota Honorowa Odznaka ZMW (1965)
- Złota Honorowa Odznaka LZS (1968)
- Medal 25-lecia Ludowych Zespołów Sportowych (1971)
- Zasłużony działacz społeczny ZSMW woj. Bydgoskiego (1973)
- Zasłużony działacz spółdzielczości (1973)
- Medal 30-lecia PRL (1974)
- Odznaka Zasłużony Działacz Kultury (1974)
- Honorowa Odznaka Stowarzyszenia Bibliotekarzy Polskich (1984)
- Medal okolicznościowy z okazji „70-lecia Stowarzyszenia Bibliotekarzy Polskich” (1993)[3]
- Medal 40-lecia PRL[4]

Rada Miejska w Lipnie nadała mu tytuł „Zasłużony dla Miasta Lipna” (uchwała RM VI/57/99 z dnia 09 kwietnia 1999 roku). Laureat X Edycji Nagrody im. Adama Adamandego Kochańskiego – wręczona 4 stycznia 2005 roku za całokształt osiągnięć na rzecz Miasta i Gminy Dobrzyń nad Wisłą oraz Ziemi Dobrzyńskiej.
Te dwa ostatnie wyróżnienia cenię sobie bardzo wysoko, gdyż są to największe wyróżnienia regionalne miasta Lipna i ziemi dobrzyńskiej. Czuję, że zostałem doceniony przez społeczność tej ziemi – powiedział w jednym z wywiadów Chojnicki

## Życie rodzinne
Tadeusz Chojnicki miał 3 siostry i 6 braci.
31 grudnia 1969 roku poślubił Bożenę Sypniewską (1949-2014). Mieli córkę Magdalenę i trzech wnuków: Kamila, Patryka oraz fotografa Michała Gromadę.
Został pochowany na cmentarzu parafialnym w Lipnie (sektor 18; rząd 0; grób 1959).